# Hueso de santo

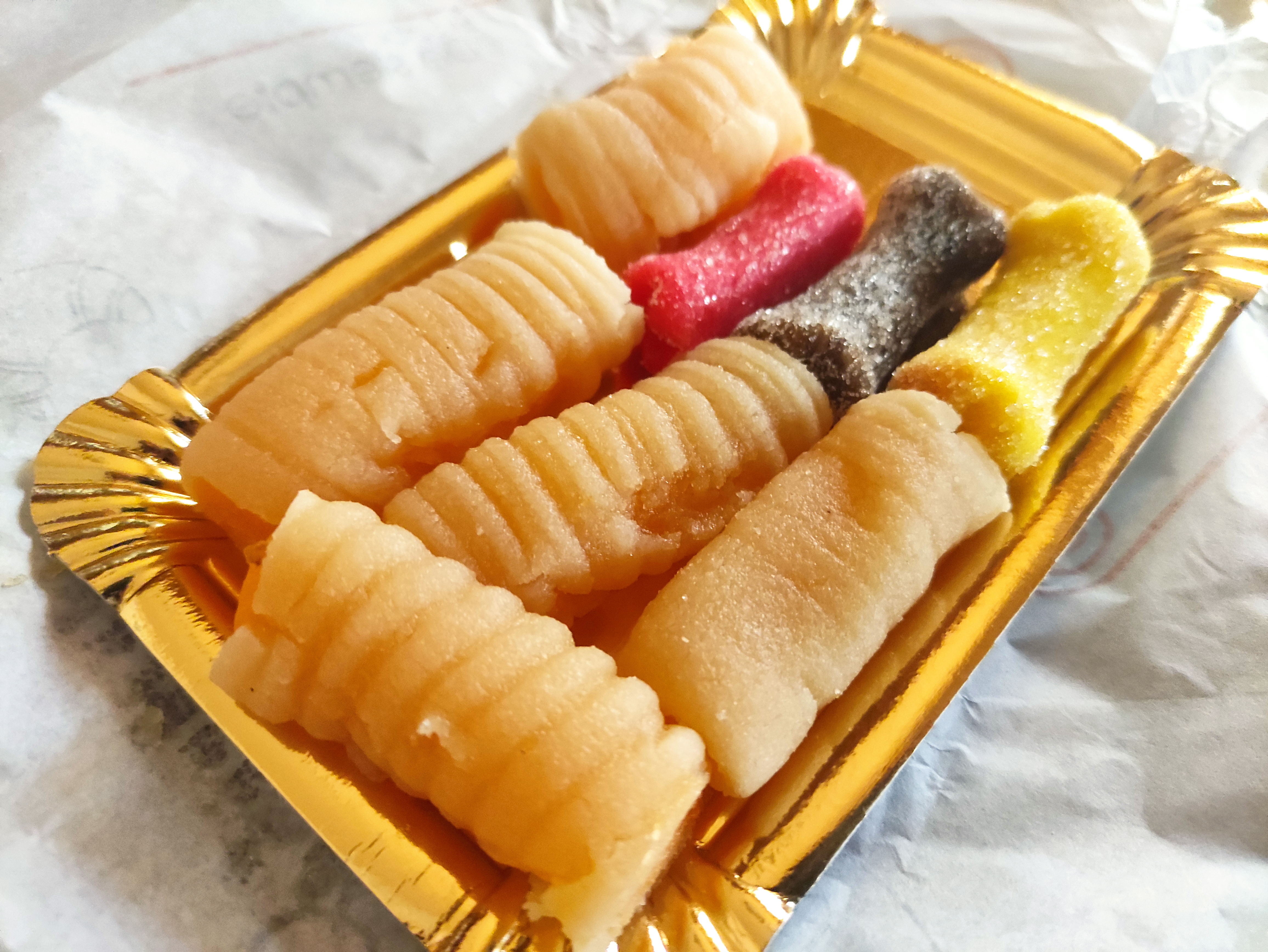
Huesos de santos

Los huesos de santo son un postre elaborado de mazapán (pasta de almendra), de color blanco y forma alargada y cilíndrica (semejante a la de un hueso con su tuétano), originalmente rellenos de dulce de yema que recuerdan a tibias. En España son característicos en las pastelerías para la celebración de las fechas cercanas al Día de Todos los Santos (primeros de noviembre), junto con los buñuelos. Su presentación en algunas ocasiones recuerda a la de los relicarios.

## Historia y costumbres

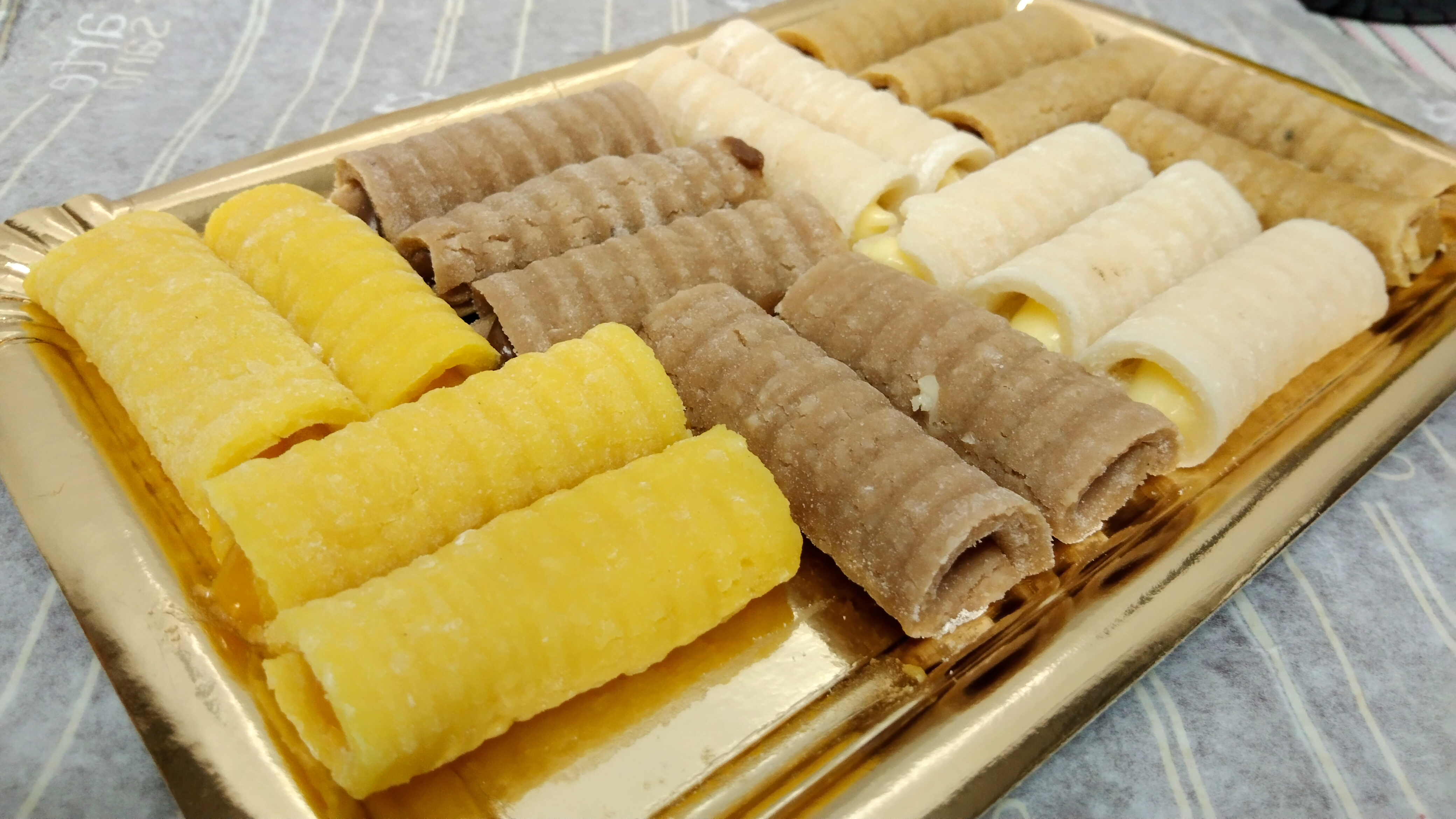
Bandeja de huesitos de santos con sabores de yema, chocolate, mantequilla y café.

La elaboración de estos dulces se remonta a comienzos del siglo XVII, aunque el empleo de mazapán es de la época andalusí. Posiblemente su origen se encuentre en Valencia (aparecen citados ya en el Arte de cocina, pastelería, vizcochería y conservería de Francisco Martínez Motiño, de 1611). Se elaboran principalmente para la celebración del día de Todos los Santos y Difuntos, coincidiendo con la recolección de la almendra. 
Son típicos de la zona de Castilla y León, no obstante actualmente están muy difundidos por toda la geografía española. En otras regiones se incorporan dulces propios similares como pueden ser los huesos de San Expedito (sur de España) y los panellets (zona oriental de España).
La transmisión de la cultura española a América, entre los siglos XVI y XVIII, derivó en una variante de este postre en México: las calaveritas de dulce y el pan de muerto, igualmente típicos del 1 y 2 de noviembre (Día de muertos), a los que erróneamente se atribuye orígenes prehispánicos.

## Características

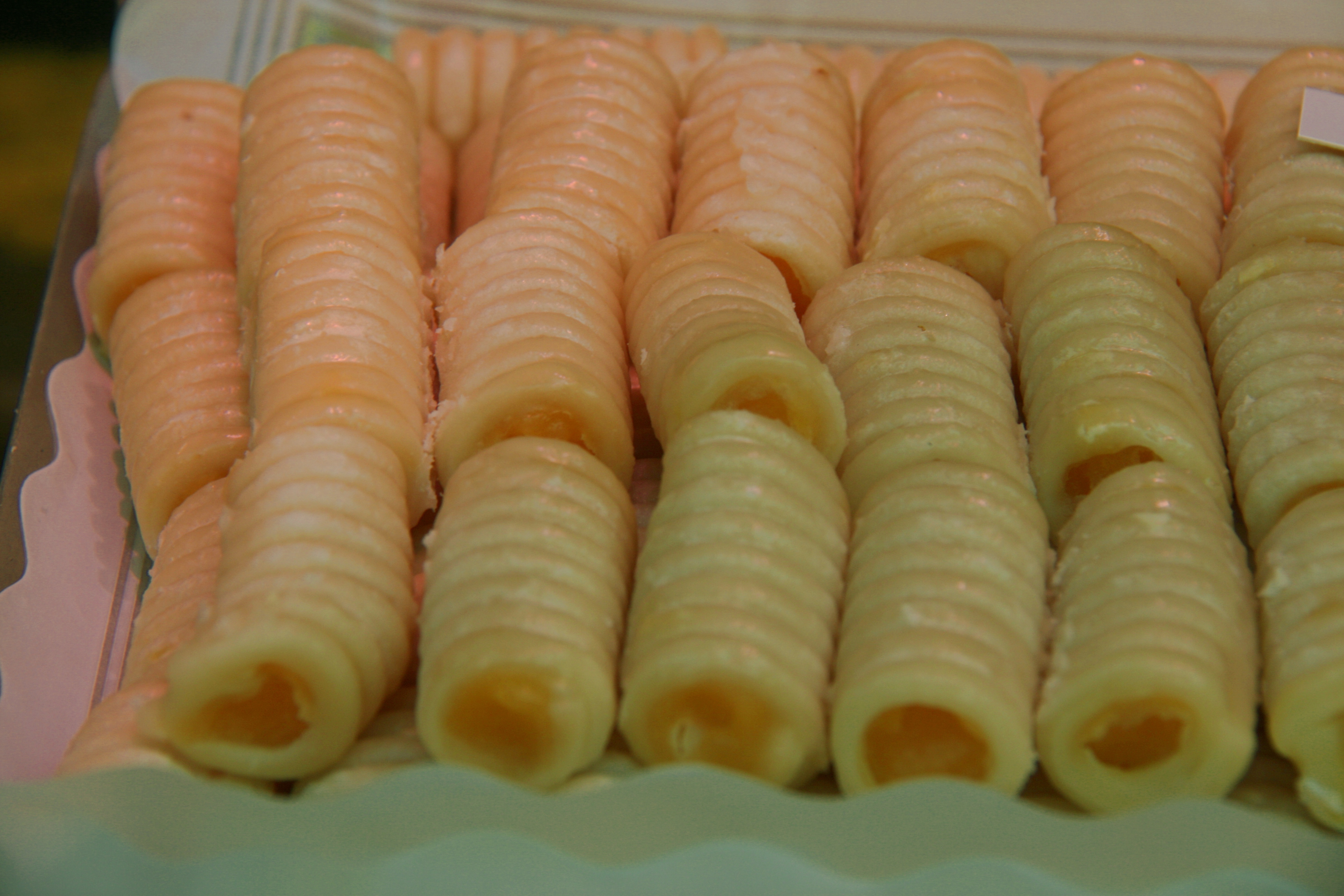
Detalle de los huesos de santo clásicos: enrollados y rellenos de yema de huevo.

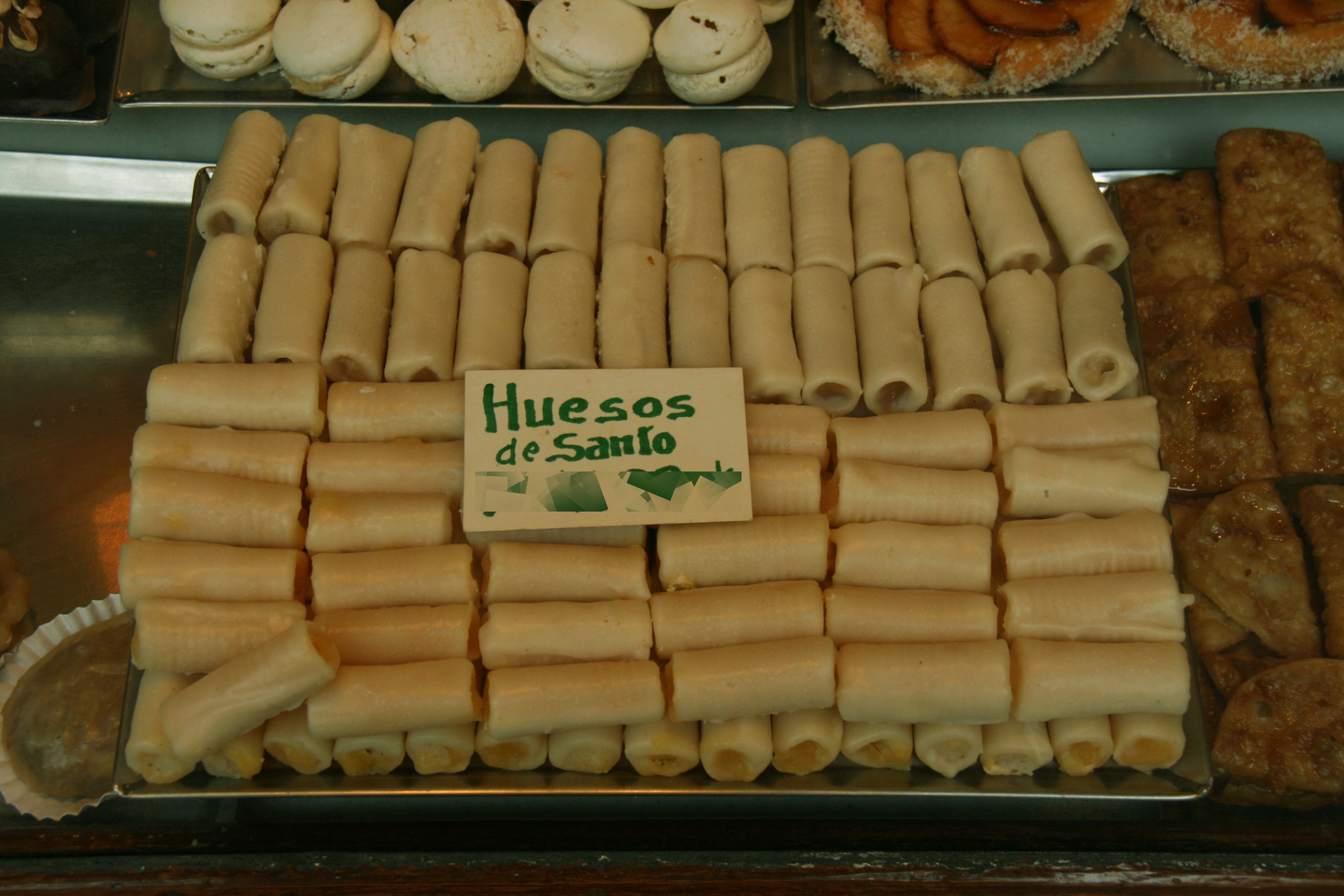
Huesos de santo en su apilamiento típico en una pastelería.

En su confección intervienen las almendras, el azúcar y las patatas (algunos autores las incluyen). Se elabora con ello una pasta en forma de canuto que se enrolla posteriormente sobre el relleno. Por su parte, el relleno consiste en un almíbar de yema y azúcar. Suelen ser los Huesos de santo de 5 o 6 cm de longitud. Se decoran con una glasa de azúcar, zumo de limón y colorantes varios. Se trata de un dulce con mucha concentración de azúcar y es por esta razón por la que resultan empalagosos. Suelen ser de precio elevado debido a que su elaboración en algunos casos es completamente artesanal. 

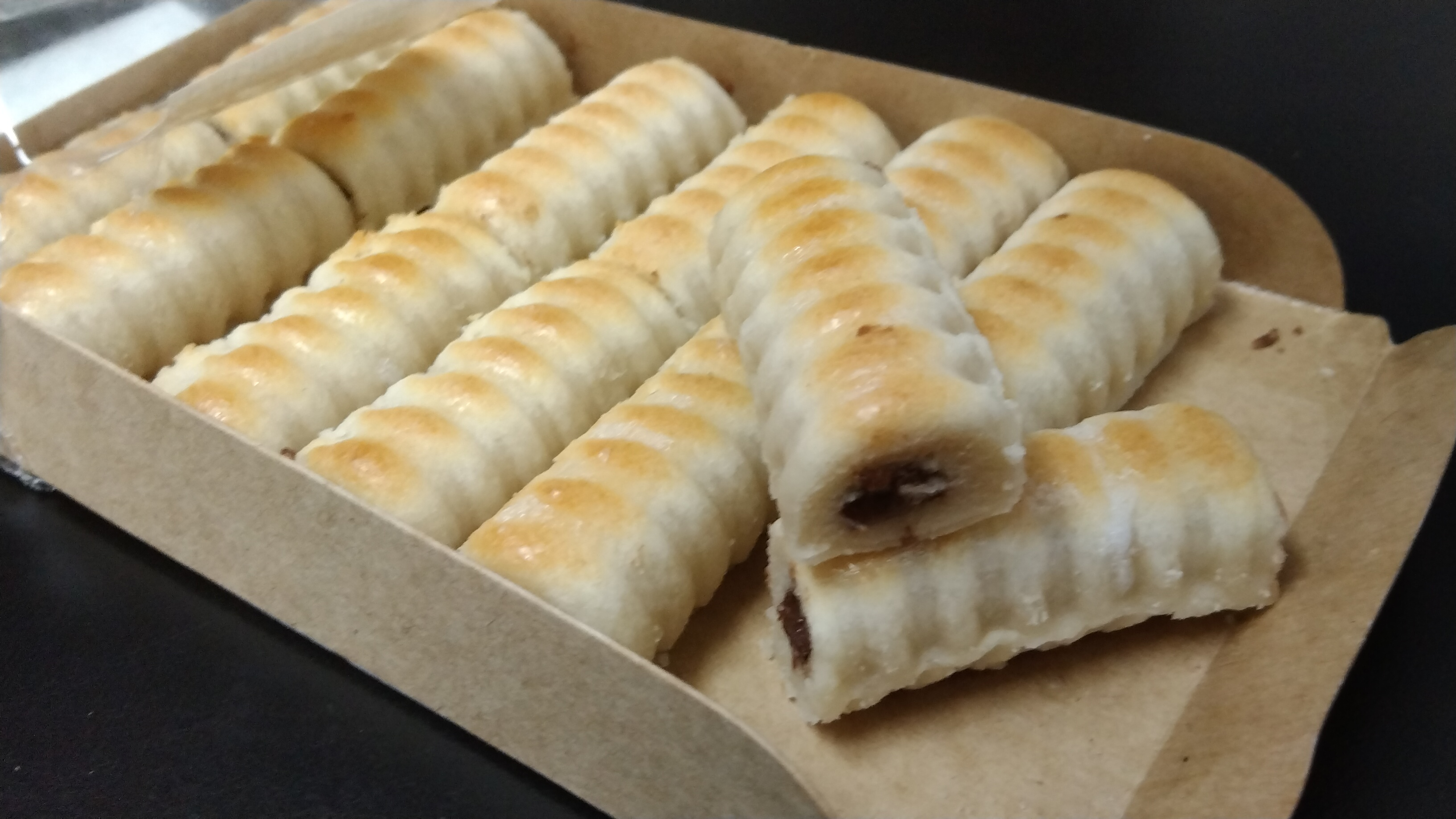
Huesitos de santos industriales.

La parte exterior se suele elaborar con mazapán. Aunque su relleno tradicional es el dulce de yema, en la actualidad se han ido diversificando y es posible encontrarlos de otras confituras como pueden ser: yema, ciruela, coco, cabello de ángel, etc. Aunque hoy en día no es extraño encontrar rellenos de mermelada, chocolate, incluso praliné o yogur. Al final se le añade un baño de azúcar. Este dulce puede encontrarse en las pastelerías de las ciudades españolas entre finales de octubre y comienzos de noviembre con motivo de la celebración de todos los santos.